# Teddy Parker
Pour les articles homonymes, voir Parker.
Teddy Parker, nom de scène de Claus Herwig (né le 17 avril 1938 à Brno et mort le 17 juin 2021) est un chanteur allemand.

## Biographie
Teddy Parker grandit à Brno, mais arrive à Bamberg avec ses parents après la Seconde Guerre mondiale et l'expulsion des Allemands de la Tchécoslovaquie. En 1955, il s'installe à Munich. Pendant l'école, il prend des cours de chant. Après l'abitur, il étudie le droit. En 1957, il remporte un concours de jeunes talents et obtient un contrat d'enregistrement avec le label Tempo. En tant qu'imitateur, il reprend Frank Sinatra, Peter Alexander et Peter Kraus, en utilisant plusieurs pseudonymes (Ralph Herwig, Bernd Anderson, Bobby Stern, Jimmy Fields, Johnny).
Après l'examen d'État, il obtient un deuxième contrat d'enregistrement. Ainsi, en 1960, le premier single sort sous son vrai nom Claus Herwig. La même année, il devient acteur pour la première fois dans le long métrage Schlagerparade 1960.
Il chante avec Leonie Brückner au Deutsche Schlager-Festspiele 1961 à Wiesbaden avec les titres Musikanten der Liebe et Abends in Madrid. Il enregistre ensuite des morceaux avec diverses maisons de disques jusqu'à ce qu'il sort Muli Mexicano chez Telefunken, le premier disque sous le nom Teddy Parker en 1962. C'est un premier succès. Le suivant Nachtexpress nach St. Tropez est dans le classement des meilleures ventes plusieurs semaines.
Sa carrière se ralentit ensuite. Au début des années 1970, il devient rédacteur en chef pour Bayerischer Rundfunk et disc-jockey dans l'émission Club 16 um 17. Il participe à l'émission de sélection de l'Allemagne au Concours Eurovision de la chanson 1972 avec Ich setze auf dich et arrive onzième et avant-dernier.
Teddy Parker devient compositeur d'abord pour lui-même. Avec des titres comme Wie ein Bumerang et Fang noch einmal an mit mir, le chanteur a des succès brefs. Parker continue à travailler en tant que rédacteur et présentateur.
Au milieu des années 1980, il se tourne vers la volkstümliche Musik et connaît un succès renouvelé.

## Discographie
Albums
- 1985 : Volkstümliches Wunschkonzert mit Teddy Parker
- 1996 : Nachtexpress nach St.Tropez
- 1996 : Die Stimme des Herzens
- 1998 : Heimat deine Sterne
- 2004 : Ein Lied für dich

Singles
- 1963 : Nachtexpress nach St. Tropez
- 1963 : Hätt ich ein weißes Sportcoupé
- 1963 : Baby ich hol dich von der Schule ab
- 1963 : In Copacabana
- 1964 : Sieben Tage ohne Susi
- 1971 : Wie eine Ladung Dynamit
- 1971 : Du, ich habe mein Herz verloren
- 1973 : Ihr Name war Carmen
- 1990 : So weit von daheim
- 1990 : Jeder Tag ist ein Geschenk
- 1990 : Für ein kleines Gebet
- 1992 : Eine Tür steht immer offen
- 1994 : Ein Mutterherz soll niemals weinen
- 1996 : Zuerst kommst Du

## Filmographie
- 1960 : Schlagerparade 1960 (de)
- 1960 : Immer will ich dir gehören (de)
- 1961 : Davon träumen alle Mädchen (de)
- 1963 : Übermut im Salzkammergut (de)
- 1963 : les Romanticos (… denn die Musik und die Liebe in Tirol)
- 1964 : Die drei Scheinheiligen (de)
- 1964 : Vacances à Saint-Tropez (Holiday in St. Tropez)
- 1965 : Ich kauf mir lieber einen Tirolerhut (de)
- 1995 : Zum Stanglwirt (série télévisée, épisode Ohio ade!)

## Source de la traduction
- (de) Cet article est partiellement ou en totalité issu de l’article de Wikipédia en allemand intitulé « Teddy Parker » (voir la liste des auteurs).